# Saptha libanota
Saptha libanota là một loài bướm đêm thuộc họ Choreutidae. Nó được tìm thấy ở miền bắc Queensland.
Sải cánh dài khoảng 20 mm. Con trưởng thành có cánh trước có một nửa màu vàng đậm và nửa màu xanh lá cây. Cánh sau màu nâu.